# Sigrid Lidströmer
Sigrid Lidströmer, född 5 september 1866 i Stockholm, död 1 mars 1942 i Stockholm, var en svensk författare och översättare. 

## Biografi
Sigrid Lidströmer tillhörde ätten Lidströmer. Hon var sondotter till arkitekten Fredrik August Lidströmer och syster till landssekreterare Gustaf Lidströmer.
Sigrid Lidströmer skrev artiklar i tidningen Idun, sånger, romaner och noveller. Därtill översatte hon från finska, norska, danska, tyska, franska och engelska. Hon var politiskt engagerad och kämpade för mänskliga rättigheter och kvinnors rättigheter. Lidströmer hade även korrespondens med Oscar Wilde och översatte dennes The Ballad of Reading Gaol till svenska.

## Översättningar (urval)
- Oscar Wilde: Reading-balladen: en sång från fängelset (Bonniers, 1920)